# مؤسسة أبو ظبي الثقافية
تأسست مؤسسة أبوظبي الثقافية عام 1981 كمركز للفنون والتعليم. يقع مقرها في وسط مدينة أبو ظبي، الإمارات العربية المتحدة، مقابل شارع خليفة وبجوار قصر الحصن. تستضيف المؤسسة مجموعة متنوعة من الفعاليات، بما في ذلك المعارض الفنية والمحاضرات والحفلات الموسيقية والأفلام ودروس ورش العمل الفنية. تعمل المؤسسة تحت إشراف هيئة أبو ظبي للثقافة والتراث.   